# Binnendünenkomplex Woschkow
Binnendünenkomplex Woschkow este o arie protejată (arie specială de conservare — SAC, sit de importanță comunitară — SCI) din Germania întinsă pe o suprafață de 117,91 ha, integral pe uscat.

## Localizare
Centrul sitului Binnendünenkomplex Woschkow este situat la coordonatele 51°37′09″N 14°01′41″E / 51.6192°N 14.0281°E.

## Înființare
Situl Binnendünenkomplex Woschkow a fost declarat sit de importanță comunitară în septembrie 2000.

## Biodiversitate
Situată în ecoregiunea continentală, aria protejată conține 3 habitate naturale: Vegetație psamofilă uscată cu Calluna și Genista, Vegetație psamofilă uscată cu pășuni deschise de Corynephorus și Agrostis, Pajiști calcaroase din nisipuri xerice.
La baza desemnării sitului se află un număr nedeclarat de specii protejate.